# Изабела Аљенде
Изабела Аљенде Љона (шп. Isabel Allende Llona; Лима, 2. август 1942) чилеанско-америчка је књижевница, новинарка и предавачица креативног писања и латиноамеричке књижевности. Током своје списатељске каријере дуге више од три деценије објавила је 23 књиге. Њена дела су преведена на 35 језика и сматра се „најчитанијим живим писцем на шпанском језику и једном од најуспешнијих списатељица из Јужне Америке”. Њена књижевност припада жанру магичног реализма, а у својим делима обрађује теме везане за живот жена, љубав и сећање, стварну и измишљену историју Латинске Америке.

## Биографија
Изабела Аљенде је рођена 2. августа 1942. у Лими (Перу), од оца Томаса Аљендеа и мајке Франсиске Љона. Томас Аљенде, рођак чилеанског председника Салвадора Аљендеа, био је дипломата; Изабела проводи рано детињство у иностранству. Године 1945. Томас напушта породицу и нестаје. Без могућности да од њега добије развод, мајка Франсиска је морала да поништи брак и да се са својом, сада пред законом ванбрачном децом, врати у породичну кућу свог оца. Изабела детињство проводи код деде у Сантијагу, у Чилеу. Године 1953. Франсиска се удаје за дипломату Рамона Уидобра и породица се поново сели, прво у Боливију а потом у Либан. Након Суецке кризе, Изабела се враћа у Чиле где завршава своје образовање. У Чилеу упознаје студента Мигела Фријаса, за кога се удаје 1962. године и добија двоје деце, кћерку Паулу (1963) и сина Николаса (1966).
Од 1959. до 1965. Изабела ради за Организацију за храну и пољопривреду (ФАО) и служба је поново води на путовања. 
Новинарску каријеру започиње 1967. у часопису Paula, првом феминистичком часопису у Чилеу, где поред чланака пише сатиричне колумне. Од 1970. године ради на телевизији као водитељка хумористичких емисија. Касније постаје сарадница а потом и главна уредница дечјег часописа Mampato.
Година 1973. трајно обележава њен живот. Те године, 11. септембра генерал Аугусто Пиноче изводи државни удар и свргава демократски изабраног социјалистичког председника Салвадора Аљендеа. Након бомбардовања председничке палате Салвадор Аљенде је одбио да се преда оружаним снагама и извршио самоубиство. Насиље војне хунте које је уследило после пуча довело је преживеле чланове породице Аљенде у опасност те су морали да потраже политички азил у другим земљама. Године 1975. Изабела Аљенде са супругом и децом одлази у изгнанство у Венецуелу где ће остати наредних 13 година. У Венецуели наставља новинарску каријеру пишући за дневни лист Национал (El Nacional) у Каракасу. Ту пише и први роман Кућа духова (1982) са којим доживљава глобални успех. Наредних година објављује бестселере О љубави и сенци (1985) и Ева Луна (1987). Изабелин брак са Мигелом се након дугогодишње кризе завршава разводом.
Током кратке посете Сан Франциску, Изабела упознаје америчког адвоката (касније писца) Вилијама Гордона и 1988. године се удаје за њега. Од тада живи и ради у градићу Сан Рафаелу у Калифорнији. Брак са Гордоном је окончан разводом 2015. године.
Децембра 1991. године Изабелина кћерка Паула се тешко разбољева од порфирије и убрзо у болници упада у кому из које се неће пробудити. Током боравка у мадридској болници Изабела пише писмо својој кћерки, које је касније преточила у књигу мемоара Паула (1994). Након што су јој лекари саопштили да је Паула у трајном вегетативном стању, Изабела премешта кћерку у своју кућу у Калифорнију. Паула Фријас Аљенде је преминула у децембру 1992. године. У част своје кћерке и њеном хуманитарном раду са сиромашнима, Изабела оснива фондацију The Isabel Allende Foundation која „пружа подршку женама и девојчицама у остваривању репродуктивних права, економском оснаживању и борби за живот без насиља”.
После три године жалости за кћерком, Изабела се враћа писању. Објављује једну књигу годишње, међу којима и бестселере Афродита (1998), Кћи среће (1999) и Портрет у сепији (2000).
Постаје америчка држављанка 2003. године.
На церемонији отварања Зимских олимпијских игара у Торину 2006. године, Изабела је била једна од осам знаменитих жена које су на стадион унеле олимпијску заставу.

## Књижевна каријера
Љубав према приповедању Изабела је наследила од свог деде и већ је у детињству причала фантастичне приче својој млађој браћи да би их плашила. Прве текстове објављује као новинарка и колумнисткиња у феминистичком часопису Paula. Године 1973. се придружује редакцији дечјег часописа Mampato, где објављује кратке приче La abuela Panchita и Laucho y lauchones, као и колекцију хумористичких чланака Civilice a su troglodita. Као новинарка добила је прилику да интервјуише Пабла Неруду који ју је саветовао да напусти новинарство: 
Неруда је назвао моју редакцију и тражио да га посетим. Помислила сам „ако ме зове један нобеловац, мора да сам ја најбоља новинарка у земљи!”. Купила сам нови диктафон и одвезла се до плаже. Дувао је ветар, падала је киша и било је грозно. Ручали смо а онда сам га питала за интервју. Рекао је „никада ме нећете интервјуисати. Ви сте најгора новинарка у земљи! Само лажете, измишљате, никада нећете бити објективни. Зашто се не пређете на књижевност, где ће све ваше мане бити врлине?” Тада нисам обраћала пажњу, то је било 1973. а ја сам свој први роман написала 1981. Схватила сам да је био у праву. Баш сам била лоша новинарка.
Почетком седамдесетих до изгнанства 1975. пише драме које су постављене у позориштима у Сантијагу.

Година 1981. представља нову прекретницу у Изабелином животу. Осмог јануара те године у Каракасу добија вест да јој деда у чијој кући је провела детињство умире. Услед немогућности да га посети у Сантијагу, пише му опроштајно писмо које почиње: „Барабас је стигао у нашу кућу поморским путем”. О настанку свог књижевног првенца Изабела каже:
Ко је био Барабас, зашто је дошао поморским путем? Нисам имала благог појма, али сам наставила да пишем као манијак све до зоре када ме је исцрпљеност поразила и увукла у кревет. (...) Наредно вече, после вечере, поново сам се затворила у кухињу да пишем. Писала сам сваке ноћи потпуно заборављајући да је деда умро. Текст је нарастао као џиновски организам са много пипака и до краја године на кухињском пулту је стајало 500 страна. Мој први роман Кућа духова је рођен. Схватила сам да је причање прича једина ствар којом сам желела да се бавим.
Роман Кућа духова је објављен 1982. године на шпанском језику и доживљава огроман успех код читалаца и критике. Написана у традицији магичног реализма, прича је смештена у неименовану земљу Јужне Америке и прати четири генерације породице Труеба од постколонијалне ере до режима војне хунте. Мада се Чиле нигде не спомиње, историјски догађаји описани у роману верно прате политичке прилике и социјалне покрете те земље. Ликови који су у романи именовани само као „Председник” и „Песник” су базирани на Изабелином стрицу Салвадору Аљендеу и песнику Паблу Неруди. Остали ликови су инспирисани члановима њене породице и разним историјским личностима из друштвеног и политичког живота Сантијага.
Роман је екранизован као Кућа чудних душа 1994. године са Џеремијем Ајронсом, Мерил Стрип, Гленом Клоусом, Виноном Рајдер и Антониом Бандерасом у главним улогама. Филм добија лоше критике упркос таленту испред камере.
Након успеха Куће духова, Изабела 8. јануар сматра таличним даном и тог датума започиње сваку нову књигу.
У свом другом роману, О љубави и сенци (1984), Изабела се експлицитније бави терором чилеанске војне хунте за време Операције Кондор. Главни јунаци Ирене и Франсиско током рутинског новинарског задатка откривају масовне гробнице, прогон и арбитрарна хапшења опозиције и присилна нестајања (desаparecidos).
Филмска адаптација романа 1996. године са Џенифер Конели и Антониом Бандерасом у главним улогама доживљава критички и комерцијални неуспех.
Наредни период је изузетно продуктиван: издаје роман Ева Луна (1987), збирку приповедака Cuentos de Eva Luna (1989) и El plan infinito (1991), први роман у коме је радња смештена у САД са америчким јунацима.
Као и дебитантски роман Кућа духова, књига мемоара Паула је првобитно писана као писмо кћерки која је лежала у коми и њено објављивање није било предвиђено. Ишчекујући Паулино оздрављење Изабела ниже анегдоте о члановима своје живописне породице, интимним догађајима из свог живота, тајнама, сећањима из детињства, животу под диктатуром, годинама у егзилу. Приче из прошлости су испресецане текућим догађајима из болнице, Изабелиним очајањем због кћеркине болести и коначним прихватањем њене извесне смрти. Изабела каже да јој је највећи број писама читалаца стиже као одговор на Паулу.
Са романима Кћи среће и Портрет у сепији заокружује неформалну трилогију започету Кућом духова. Опробала се и као писац романа за младе објављивањем трилогије коју чине Град немани (2002), Краљевство златног змаја (2004) и Шума Пигмеја (2005).

## Пријем код читалаца и критике
Књиге Изабеле Аљенде су преведене на 35 језика; међутим, и поред повољних критика и распродатих тиража, контроверзе је нису заобишле. Поводом њене прве номинације за Националну награду за књижевност (шп. Premio Nacional de Literatura de Chile) 2002. године, чилеански писац Роберто Болањо је изјавио: „Мислим да је лоша списатељица, просто и једноставно и назвати је списатељицом значи дати јој превише на значају. Чак не верујем ни да је Изабела Аљенде списатељица, већ пискарало.” Другу номинацију за чилеанску најпрестижнију књижевну награду 2010. године су подржала четири бивша председника Чилеа, неколико посланика и јавних личности — писмом упућеним министру образовања Хоакину Лавину, члану жирија за доделу награде. Након Изабелиног проглашења за добитницу награде, бројни чилеански интелектуалци и ранији лауреати сматрали су да је то „кофа хладне воде на чилеанску књижевност” као и да је политички утицај на жири био непримерен. Дирнута признањем, Изабела је изјавила да је „тешко бити пророк у свом селу, осим ако нисте фудбалер”. Награду је посветила рударима затрпаним након урушавања у руднику Сан Хосе.

## Награде
За свој деценијски рад добила је преко 60 награда, 15 почасних доктората и других признања широм света. Пријем у Америчку академију уметности и књижевности (2004), Национална награда за књижевност (2010), Награда Ханс Кристијан Андерсен (2012) коју додељује Данско књижевно удружење, почасни докторат Универзитета Харвард (2014), награда за животно дело америчког ПЕН центра — само су нека од признања.

## Дела

### Романи
- Кућа духова (шп. La casa de los espíritus), 1982
- O љубави и сенци (шп. De amor y de sombra), 1984
- Ева Луна (шп. Eva Luna), 1987
- ?, 1991
- Кћи среће (шп. Hija de la fortuna), 1999
- Портрет у сепији (шп. Retrato en sepia), 2000
- Зоро: почетак легенде (шп. El Zorro: Comienza la leyenda), 2005
- Инес мога срца (шп. Inés del alma mía), 2006
- Острво испод мора (шп. La isla bajo el mar), 2010
- ?, 2011
- Трбосек (шп. El juego de Ripper), 2014
- Јапански љубавник (шп. El amante japonés), 2015
- После зиме (шп. Más allá del invierno), 2017

### Мемоари
- Паула (шп. Paula), 1994
- Афродита[: рецепти, приче и други афродизијаци] (шп. Afrodita), 1998
- Моја измишљена земља (шп. Mi país inventado), 2003
- Исход наших дана (шп. La suma de los días), 2008

### Књижевност за децу и младе
- ?, 1984
- Град немани (шп. La ciudad de las bestias), 2002
- Краљевство златног змаја (шп. El reino del dragón de oro), 2004
- Шума Пигмеја (шп. El bosque de los pigmeos), 2005

### Приповетке и друге књижевне форме
- ?, 1989
- ?, 2012

### Позоришне драме
- ?, 1971
- ?, 1973
- ?, 1975

## Хуманитарни рад
Изабела Аљенде преко своје фондације The Isabel Allende Foundation помаже различите организације и активности везане за права жена у Чилеу и САД. Највећи део новчаних средстава за фондацију долази од продаје књиге мемоара Паула. Преко исте фондације Изабела је донирала новац за помоћ жртвама разорног земљотреса у Чилеу 2010. Својим јавним иступањима подржала је борбу за људска права индијанског народа Мапуче.